# 阿里-礼萨·阿克巴里
阿里-礼萨·阿克巴里（波斯語：‎，1961年10月21日—2023年1月14日），伊朗政治家，擁有伊朗、英國雙重國籍。他曾於2000年至2005年期間擔任過伊朗國防部副部長。2009年離開伊朗移民歐洲，後移民英國並加入該國國籍。
2009年，阿克巴里被指控是英國間諜，被伊朗政府逮捕，後來獲得保釋。2019年，他從英國回到伊朗時再度被捕，並被以間諜罪、腐敗罪判處死刑。阿克巴里及其家人否認了伊朗方面的間諜指控。
2023年1月14日，伊朗司法機構宣佈已將阿克巴里絞刑處決。其死刑遭受國際社會（尤其是英國）的爭議和譴責。